# 20861 Lesliebeh
20861 Lesliebeh (2000 VX34) là một tiểu hành tinh vành đai chính được phát hiện ngày 1 tháng 11 năm 2000 bởi Nhóm nghiên cứu tiểu hành tinh gần Trái Đất phòng thí nghiệm Lincoln ở Socorro.